# Пенн-Веллі (Каліфорнія)
Пенн-Веллі (англ. Penn Valley) — переписна місцевість (CDP) в США, в окрузі Невада штату Каліфорнія. Населення — 1593 особи (2020).

## Географія
Пенн-Веллі розташований за координатами 39°11′43″ пн. ш. 121°11′39″ зх. д. / 39.19528° пн. ш. 121.19417° зх. д. (39.195297, -121.194153).  За даними Бюро перепису населення США в 2010 році переписна місцевість мала площу 5,49 км², уся площа — суходіл.

## Демографія
Згідно з переписом 2010 року, у переписній місцевості мешкала 1621 особа в 628 домогосподарствах у складі 433 родин. Густота населення становила 295 осіб/км².  Було 666 помешкань (121/км²).
Расовий склад населення:
| - 88,5 % — білих - 2,1 % — корінних американців - 1,4 % — азіатів - 0,6 % — чорних або афроамериканців - 1,9 % — осіб інших рас |

До двох чи більше рас належало 5,6 %. Частка іспаномовних становила 8,8 % від усіх жителів.
За віковим діапазоном населення розподілялося таким чином: 22,4 % — особи молодші 18 років, 59,4 % — особи у віці 18—64 років, 18,2 % — особи у віці 65 років та старші. Медіана віку мешканця становила 44,5 року. На 100 осіб жіночої статі у переписній місцевості припадало 93,7 чоловіків;  на 100 жінок у віці від 18 років та старших — 89,2 чоловіків також старших 18 років.
Середній дохід на одне домашнє господарство  становив 49 446 доларів США (медіана — 41 487), а середній дохід на одну сім'ю — 55 647 доларів (медіана — 58 929). За межею бідності перебувало 43,8 % осіб, у тому числі 55,4 % дітей у віці до 18 років та 25,1 % осіб у віці 65 років та старших.
Цивільне працевлаштоване населення становило 601 осіб. Основні галузі зайнятості: освіта, охорона здоров'я та соціальна допомога — 41,6 %, мистецтво, розваги та відпочинок — 15,6 %, будівництво — 11,5 %, виробництво — 10,1 %.